# さんかく座ベータ星
さんかく座β星 (さんかくざベータせい、β Trianguli / β Tri) は、さんかく座で最も明るい恒星で3等星。

## 特徴
この星は、白色巨星であるが、準巨星とする意見もある。水素の核融合を終え、直に赤色巨星に進化すると推測されている。
0.3天文単位離れ、周期31.8日の太陽に似た伴星がある。離心率は大きく近点は0.17天文単位、遠点は0.42天文単位となる。主星が膨張すると、両者が近づき質量が交換、または合体する可能性もある。
この星は、ベガのような塵に囲まれており、この塵は惑星存在の可能性を示唆している。